# Trite gracilipalpis
Trite gracilipalpis is een spinnensoort in de taxonomische indeling van de springspinnen (Salticidae).
Het dier behoort tot het geslacht Trite. De wetenschappelijke naam van de soort werd voor het eerst geldig gepubliceerd in 1929 door Lucien Berland.